# 岡部長盛
岡部 長盛（おかべ ながもり）は、安土桃山時代から江戸時代前期にかけての武将、大名。下総国山崎藩主、丹波国亀山藩主、丹波福知山藩主、美濃国大垣藩初代藩主。岸和田藩岡部家初代。武勇に優れ、「岡部の黒鬼」と称された。

## 生涯
岡部正綱の長男。天正11年（1583年）、父の死により家督を継いだ。なお、長盛以前に「康綱」（あるいは「忠綱」）と称される人物が岡部家の当主だったとも言われており、これが長盛のことなのかそれとも長盛の兄にあたる人物なのか正綱の嫡子なのかについては意見が分かれている。
翌天正12年（1584年）の小牧・長久手の戦い、天正13年（1585年）の鳥居元忠を大将とする信濃国上田城攻めでの真田昌幸との対戦などに参戦した。天正18年（1590年）、徳川家康が関東に移封されたとき、それまでの戦功を賞されて下総山崎1万2000石を与えられた。慶長5年（1600年）の関ヶ原の戦いでは、下野国黒羽城の守備につき、上杉景勝の南下に備えた。
慶長14年（1609年）、丹波亀山3万2000石に加増移封された（後に2000石加増を受けて合計4万石）。慶長20年（1615年）の大坂夏の陣で功績を挙げ、元和7年（1621年）に同国福知山5万石に加増移封された。寛永元年（1624年）、美濃大垣5万石へ移封される。
また、亀山での城郭の拡張・治水事業、福知山での行儀三十一カ条の制定、大垣の町割の再編など各地で領内経営にも尽くす。
寛永9年（1632年）11月2日、65歳で死去した。家督は長男の宣勝が継いだ。

## 系譜
- 父：岡部正綱（1542-1584）
- 母：三浦範時の娘
- 正室：松平清宗の娘
  - 女子：高源院（1588-1661） - 菊姫、徳川家康養女、鍋島勝茂継室
- 継室：洞仙院 - 徳川家康の養女、松平康元の娘
  - 長男：岡部宣勝（1597-1668）
- 生母不明の子女
  - 男子：岡部与賢
  - 男子：岡部長政
  - 四男：岡部佳深
  - 六男：岡部定直
  - 女子：織田信則正室
  - 女子：吉 - 加藤泰興正室
  - 女子：寺沢堅高正室
  - 女子：大久保教勝正室